# RAD51
Rad51是真核生物體內的一種蛋白質，与原核生物的RecA同源，是一种高度保守的蛋白，從酵母菌到人類之間的變異不大。人類的Rad51含有339個氨基酸，於同源重組中扮演主要角色，參與搜尋同源部位與DNA的配對過程。
人類的Rad51的基因位於第15號染色體。包括此基因在內，哺乳類共有七種類似recA的基因，包括Rad51、Rad51L1/B、Rad51L2/C、Rad51L3/D、XRCC2、XRCC3以及DMC1。

## 外部連結
- 醫學主題詞表（MeSH）：RAD51+Protein